# Lista de deputados estaduais do Rio Grande do Norte da 62.ª legislatura
Esta é a lista de deputados estaduais do Rio Grande do Norte para a legislatura 62ª legislatura (2019–2023).

## Deputados Estaduais
| Nome               | Partido       | Coligação                    | Votos nominais | Notas                                         | Ref   |
| ------------------ | ------------- | ---------------------------- | -------------- | --------------------------------------------- | ----- |
| Ezequiel Ferreira  | PSDB          | PR - PSB - PSDB - PSD - PROS | 58.221         |                                               | [ 1 ] |
| Gustavo Carvalho   | PSDB          | PR - PSB - PSDB - PSD - PROS | 47.544         |                                               | [ 1 ] |
| Bernardo Amorim    | Avante        | PRB - AVANTE                 | 42.049         |                                               | [ 1 ] |
| Tomba Farias       | PSDB          | PR - PSB - PSDB - PSD - PROS | 41.249         |                                               | [ 1 ] |
| Nelter Queiroz     | MDB           | PDT - PP - MDB - PODE - DEM  | 40.717         |                                               | [ 1 ] |
| Hermano Morais     | PSB           | PDT - PP - MDB - PODE - DEM  | 38.053         | Eleito pelo MDB                               | [ 1 ] |
| Galeno Torquato    | PSD           | PR - PSB - PSDB - PSD - PROS | 34.532         |                                               | [ 1 ] |
| George Soares      | PL            | PR - PSB - PSDB - PSD - PROS | 34.263         | O partido mudou de nome, antes de chamava PR. | [ 1 ] |
| Raimundo Fernandes | PSDB          | PR - PSB - PSDB - PSD - PROS | 33.965         |                                               | [ 1 ] |
| Cristiane Dantas   | Solidariedade | PATRI - PSL - PSC - DC - PPL | 33.860         | Eleita pelo PPL                               | [ 1 ] |
| Kelps Lima         | Solidariedade | PV - SOLIDARIEDADE           | 33.819         |                                               | [ 1 ] |
| Getúlio Rêgo       | DEM           | PDT - PP - MDB - PODE - DEM  | 33.477         |                                               | [ 1 ] |
| Isolda Dantas      | PT            | PT - PC do B - PHS           | 32.963         |                                               | [ 1 ] |
| Kleber Rodrigues   | PL            | PRB - AVANTE                 | 32.755         | Eleito pelo AVANTE                            | [ 1 ] |
| Vivaldo Costa      | PSD           | PR - PSB - PSDB - PSD - PROS | 32.638         |                                               | [ 1 ] |
| Albert Dickson     | PROS          | PR - PSB - PSDB - PSD - PROS | 31.698         |                                               | [ 1 ] |
| Souza Neto         | PSB           | PT - PC do B - PHS           | 31.097         | Eleito pelo PHS                               | [ 1 ] |
| André Azevedo      | PSC           | PATRI - PSL - PSC - DC - PPL | 27.606         | Eleito pelo PSL                               | [ 1 ] |
| José Dias          | PSDB          | PR - PSB - PSDB - PSD - PROS | 27.275         |                                               | [ 1 ] |
| Francisco do PT    | PT            | PT - PC do B - PHS           | 23.448         |                                               | [ 1 ] |
| Eudiane Macedo     | Republicanos  | PTB - PPS - PMB - PTC - PRP  | 22.333         | Eleita pelo PTC                               | [ 1 ] |
| Allyson Bezerra    | Solidariedade | PV - SOLIDARIEDADE           | 20.228         |                                               | [ 1 ] |
| Ubaldo Fernandes   | PL            | PTB - PPS - PMB - PTC - PRP  | 20.148         | Eleito pelo PTC                               | [ 1 ] |
| Sandro Pimentel    | PSOL          | PSOL                         | 19.158         |                                               | [ 1 ] |